# Бюргер (бурські республіки)

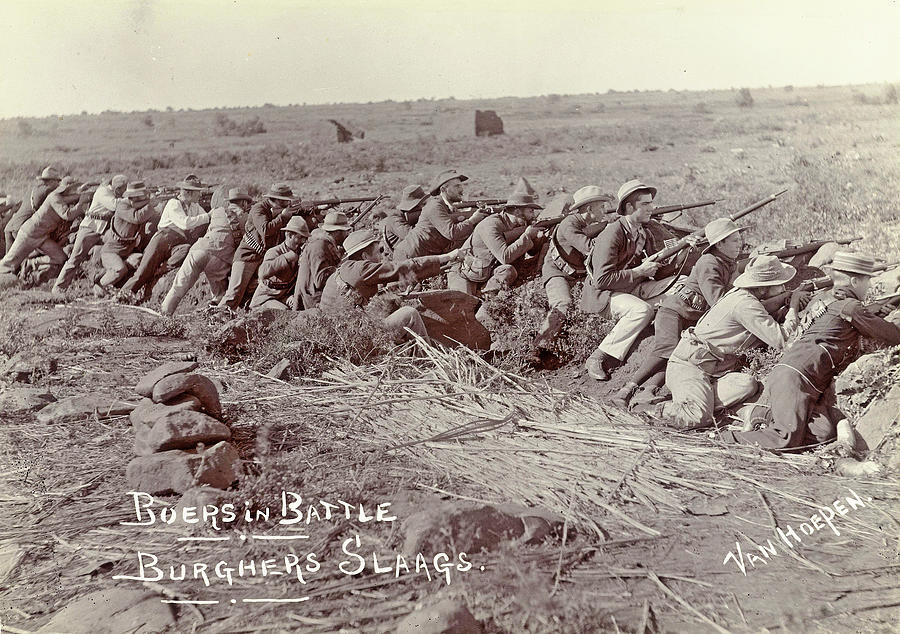
Бури в битві. 1899—1902 рр.

У бурських республіках Південної Африки XIX століття бюргер був громадянином з повним правом голосу. Права бюргерів мали фактично білі чоловіки, зокрема бури.

## Термінологія та походження
Історично бургер стосується вільної людини, що не є рабом чи кріпаком, громадянина містечка чи міста, як правило, представника заможної буржуазії (Див. також Міщанство).
У Південній Африці це слово походить від терміну вільні бюргери. Після заснування поселення на мисі Голландською Ост-Індською компанією (ГОІК) у 1657 році кільком слугам було видано безкоштовні документи, які звільнили їх від служби в Компанії. Цих людей називали вільними бюргерами. Статус вільного бюргера включав такі привілеї, як володіння землею та використання землі для ведення сільського господарства та постачання продукції Компанії, як правило, за фіксованими ставками.
Вільні бюргери, які назавжди оселилися в районі Кейп, спричинили появу бурів, які мігрували далі вглиб Південної Африки. Кілька розширень, таких як Трекбури та Великий трек зрештою призвели до створення бурських республік у 1852 році. Зазвичай громадянин Оранжевої республіки називають «бюргерами вільної держави».
Права на політичне представництво та володіння майном разом називалися «бюргенськими правами». У Оранжевій республіці (1854—1902) конституція визнавала права бюргерів лише за білими чоловіками. Кольорові люди (ті, що мали змішане походження і були переважно слугами) мали деякі права щодо власності, але вони не були бюргерами. Південно-Африканська Республіка, або Трансвааль (1852—1902), надала бюргерські права лише білим чоловікам і прямо заборонила їх поширення на «кольорових». Законопроект, ухвалений у Трансваалі в 1858 році, не допускав «жодної рівності між білими та кольоровими мешканцями ні в церкві, ні в державі». Бюргери були «громадянами-солдатами», які у віці від 16 до 60 років були зобов'язані служити безкоштовно в коммандос республіки, забезпечуючи власного коня та рушницю, 30 патронів і власний пайок для перших десяти. Більшість із них були бурами.

## Історія
Після відкриття алмазів і золота в Бурських республіках та їх околицях у 1870-х і 1880-х роках білі іммігранти переважно британського походження почали масово переїжджати до регіону. Бури називали цих людей уітлендери («висаджені»). Уітландери вимагали повних прав бюргерів у Трансваалі, але місцевий уряд під керівництвом президента Поля Крюгера не хотів їх надати, припускаючи, що велика кількість уітландерів може поставити під загрозу незалежність республіки. Ірландська Трансваальська бригада була створена за кілька днів до початку Другої англо-бурської війни і спочатку складалася з ірландців, які працювали у Вітватерсранді. Ці добровольці отримали повне громадянство і стали бюргерами бурських республік. Під керівництвом Джона Макбрайда бригада була посилена добровольцями, які прямували з Ірландії через затоку Делагоа до Південної Африки.
Проблема уітлендерів і пов'язана з нею напруженість між Південно-Африканською Республікою та Великою Британією призвели до рейду Джеймсона 1895—1896 років і, зрештою, Другої англо-бурської війни 1899—1902 років. Після британської перемоги в останньому та Ференінгського договору Оранжева республіка та Трансвааль були анексовані Великою Британією як колонія Оранжевої річки та колонія Трансвааль.

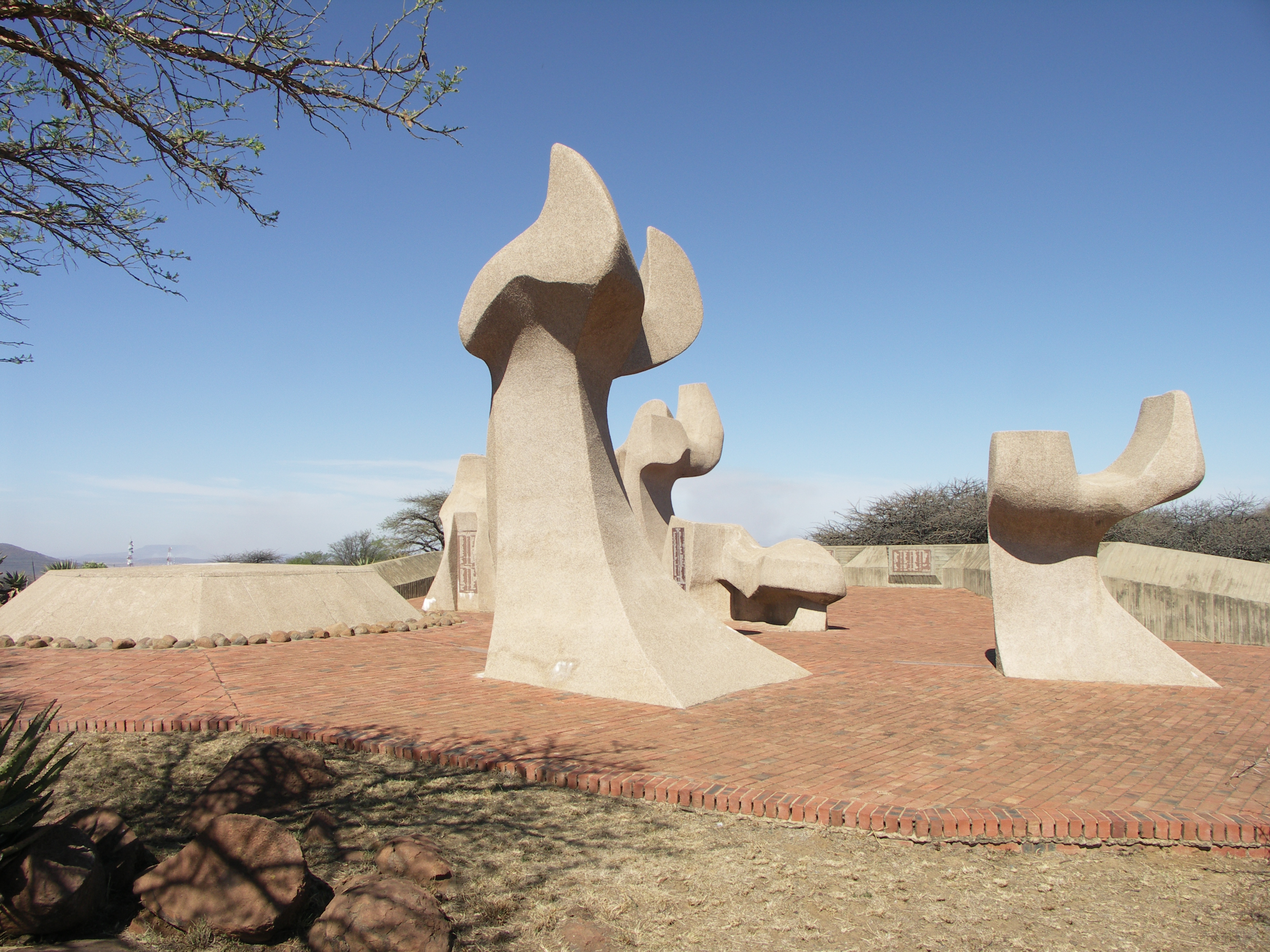
Меморіал бюргерів у Ваґон-Гілл

Меморіал бюргерів біля Ледісміта був відкритий у 1979 році в пам'ять про 781 бюргера, які загинули під час Другої англо-бурської війни. У меморіалі зберігаються останки 310 бюргерів, які загинули під час битв у Наталі. Представлено шість структур, що символізують руки, що тягнуться вгору, і одну руку, спрямовану вниз.